# Fábio Bordignon
Fábio da Silva Bordignon (São Gonçalo, 20 de junho de 1992) é um atleta paralímpico brasileiro que começou sua trajetória no futebol de 7, representando o país nos Jogos Paralímpicos de Verão de 2012 em Londres, conquistando a quarta colocação. Migrou para o Atletismo e passou a competir na classe T35. Conquistou a medalha de prata nos Jogos Paralímpicos de Verão de 2016 no Rio de Janeiro nos 100m e 200m.